# Littérature du VIIIe siècle
Littérature du VIe siècle - Littérature du VIIe siècle - Littérature du VIIIe siècle - Littérature du IXe siècle - Littérature du Xe siècle

## Événements

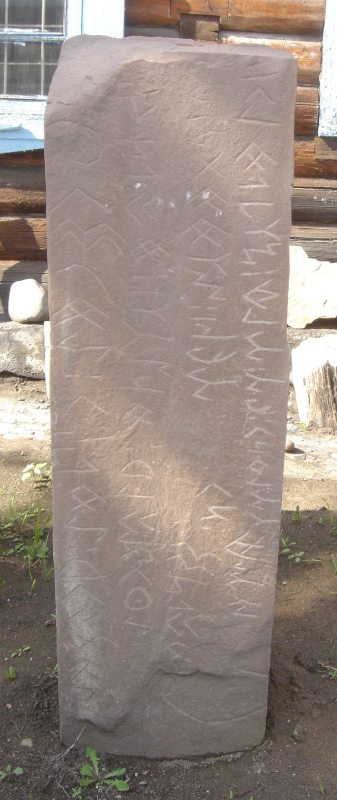
inscription en Touvain utilisant l'Alphabet de l'Orkhon.

- 724-734 : inscriptions turques de l’Orkhon glorifiant les faits de Tonyukuk (tr) (724), Kul-tégin (en) (731) et de son frère Bilge Kaghan (734)[1]. Les Turcs sont le premier peuple d’Asie centrale à avoir une écriture propre. Des stèles gravées se rencontrent partout en Asie Centrale, et sont pour la plupart des œuvres épiques célébrant les grands personnages à grande valeur littéraires.
- Après 751 : la technique de la fabrication du papier est introduit dans le monde musulman par des prisonniers chinois après la bataille de Talas. La fabrication commence à Samarcande, puis à Bagdad en 794-795[2].
- 759-760 : apparition au Japon d'un système d'écriture phonétique, appelé man'yōgana[3].
- 776 : Pierre de Pise vient enseigner la grammaire latine à Charlemagne[4].
- Vers 780 : amorce de la renaissance carolingienne en Occident[5].
  - Charlemagne constitue la bibliothèque palatine et encourage la copie et la diffusion de livres. Ce sont principalement des Bibles et les écrits des Pères de l'Église, mais aussi les œuvres des auteurs classiques latins (Lucain, Térence, Juvénal, Tibulle, Horace, Martial, Cicéron, Tite-Live, Salluste…). Alcuin dirige l'École et l'Académie à la cour franque[6]. Il enseigne la grammaire, la dialectique, la rhétorique et l’orthographe.
  - mise au point de l’écriture minuscule « caroline » à Corbie à partir d’une minuscule anglo-saxonne[7]. Grâce à cette calligraphie plus claire et plus nette, de nombreux manuscrits sont recopiés.
- 796-804 : après avoir dirigé l'école palatine, le savant anglo-saxon Alcuin est nommé abbé de Saint-Martin ; il interdit la lecture de Virgile à l'école de Tours[8].

## Œuvres majeures
- 712 : fin de la rédaction du Kojiki (Récits des choses anciennes), le plus ancien livre connu relatant l'histoire mythique du Japon[9].
- 731 : Histoire ecclésiastique du peuple anglais (Historia ecclesiastica gentis Anglorum) par Bède le Vénérable (672-735)[10].
- Entre 727 et 737 : rédaction en Neustrie du Liber historiæ Francorum par un anonyme[11].
- Vers 740 : compilation des Annales d'Ulster, par un moine anonyme probablement à Bangor[12].
- Vers 750 : le recueil de contes indiens le Pañchatantra est traduit en arabe par le persan Ibn al-Muqaffa sous le titre Le Livre de Kalîla et Dimna[13].
- 751 : le Kaifūsō, anthologie de 120 poèmes en chinois écrits par 64 poètes japonais, est achevé[14].
- 759-760 : Man'yōshū, première anthologie de waka, poésie japonaise[3].
- 776-786 : Commentaires de l’Apocalypse du moine espagnol Beatus de Liébana[15].
- 787-788 : rédaction des Annales regni Francorum[16].
- 787-789 : l'historien du Frioul Paul Diacre écrit une Histoire des Lombards[17].
- 790 : constitution du premier recueil des plus anciennes poésies japonaises : le Man'yōshū[18]. Il se compose de plus de 4 500 morceaux qui reflètent les états d’âme des Japonais de toutes les couches sociales. Il est fortement influencé par la littérature chinoise et coréenne.
- 790-791 : rédaction au nom de Charlemagne des Libri Carolini, dirigée par Théodulf contre les conceptions byzantines des images à l'issue du deuxième concile de Nicée[19].
- Avant 796 : le grammairien arabe Sîbawayh publie le Kitab ouvrage de base de la grammaire arabe[20].
- Compilation et traduction en arabe à Bagdad des contes Mille et Une Nuits[21].

## Naissances
- Vers 730 : Alcuin, abbé, théologien, savant, pédagogue, réformateur germanique et grand serviteur de Charlemagne.
- Entre 750 et 760 :  Théodulf d'Orléans, évêque d'Orléans, théologien, savant, poète et Missi dominici de Charlemagne.
- 775 : Éginhard, biographe et homme de confiance de Charlemagne.
- 780 : Raban Maur, archevêque de Mayence et théologien germanique.

## Décès
- Vers 735, Bède le Vénérable, docteur de l'Église et historien anglais.